# ノーサイン
ノーサインは、吉本興業所属のお笑いコンビ。2018年5月結成。NSC大阪校41期生。2021年4月より、滋賀県住みます芸人に就任。

## メンバー
乾（いぬい、1994年2月5日 - ）（31歳）
立ち位置は向かって左。赤い衣装を着用している。
滋賀県近江八幡市出身。びわこ学院大学卒業。
身長174 cm、体重83 kg。血液型B型。
元小学校教師。
趣味は野球、ボーリング、バドミントン、競馬など。
特技はボーリング、野球の審判、歯笛。

北斗（ほくと、1994年3月3日 - ）（31歳）
立ち位置は向かって右。青い衣装を着用している。
滋賀県湖南市出身。びわこ学院大学卒業。
身長172 cm、体重65 kg。血液型B型。
元保育士。
趣味はバイク、オーディオ、フィルムカメラ、ラーメン作り。
特技はバイクの車種当て、解説。

## 来歴
共に滋賀県出身。びわこ学院大学の同級生として出会い、在学中にコンビを結成し、学園祭などで漫才を披露するなどアマチュアとしてお笑いの活動をしていた。
大学卒業後、乾は小学校の教員として就職。北斗も保育士として児童館に勤めたり、バイクディーラーに就職したりするなどしていた。共に約2年間の社会人生活を経た後に退職し、吉本興業の養成所・NSCに入学。大阪校41期生となる。
2021年4月、滋賀県の住みます芸人に任命され、同県を拠点として活動中。

## 芸風
テンポの良いリズムネタを得意とする。代表的なリズムネタ「なんだこれ」はママタルトや真空ジェシカが気に入っており、『真空ジェシカのラジオ父ちゃん』のイベントにVTR出演をしたこともあるが、その際には「一発屋のキメラ」と評された。
2020年10月にテレビ番組『年貢芸人』（読売テレビ）に出演した際には、若手のはずなのに懐かしさも感じる雰囲気の風貌であるという理由から「まるでタイムスリップしてきたかのようだ」と評された。

## 賞レースでの成績
| 年度             | 結果      | エントリー No. | 会場                           | 日程     | 備考         |
| ---------------- | --------- | -------------- | ------------------------------ | -------- | ------------ |
| 2018年（第14回） | 1回戦敗退 | 561            | 大丸心斎橋劇場                 | 9月12日  |              |
| 2019年（第15回） | 2回戦進出 | 1200           | YES THEATER                    | 10月10日 |              |
| 2020年（第16回） | 2回戦進出 | 1618           | よしもと祇園花月               | 10月28日 |              |
| 2021年（第17回） | 2回戦進出 | 136            | 森ノ宮よしもと漫才劇場         | 10月10日 |              |
| 2022年（第18回） | 2回戦進出 | 1937           | 森ノ宮よしもと漫才劇場         | 10月11日 |              |
| 2023年（第19回） | 2回戦進出 | 2907           | 森ノ宮よしもと漫才劇場         | 10月18日 |              |
| 2024年（第20回） | 2回戦進出 | 1922           | COOL JAPAN PARK OSAKA SSホール | 10月11日 | 1回戦2位通過 |